# Glencoe (Alabama)
Glencoe es una ciudad ubicada en los condados de Etowah y Calhoun en el estado estadounidense de Alabama. En el año 2000 tenía una población de 5152 habitantes y una densidad poblacional de 123,5 personas por km².

## Geografía
Glencoe se encuentra ubicada en las coordenadas 33°57′11″N 85°56′9″O / 33.95306, -85.93583. Según la Oficina del Censo, la localidad tiene un área total de 41,7 km² (16,1 mi²), de la cual 41,6 km² (16,1 mi²) es tierra y 0,1 km² (0 mi²) (0.00%) es agua.

## Demografía
Según la Oficina del Censo en 2000 los ingresos medios por hogar en la localidad eran de $38,385, y los ingresos medios por familia eran $46,283. Los hombres tenían unos ingresos medios de $31,893 frente a los $26,652 para las mujeres. La renta per cápita para la localidad era de $18,577. Alrededor del 8,0% de la población estaban por debajo del umbral de pobreza.